# Blauwe lucht

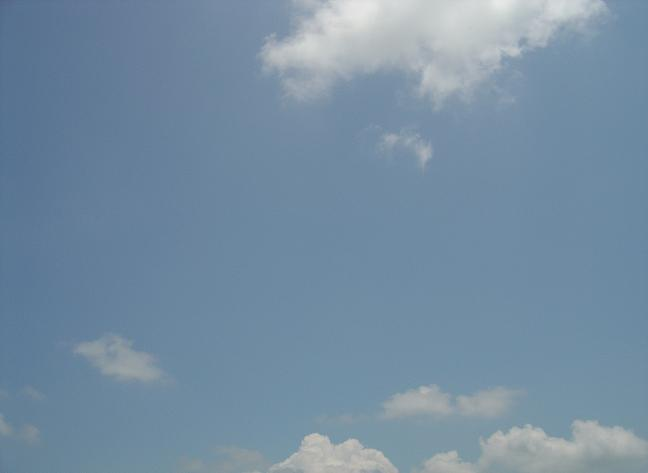
Foto van een blauwe lucht met enkele wolken. De kleur bovenaan is zichtbaar blauwer

Een blauwe lucht, de blauwe kleur van het hemelgewelf, wordt veroorzaakt door Rayleighverstrooiing van zonlicht gecombineerd met andere vormen van verstrooiing die een meer of minder witte kleur veroorzaken. Wat we zien is een verzameling strooilicht uit alle lagen van de atmosfeer met als achtergrond de zwarte ruimte. In de schemering ontstaat de blauwe kleur in het zenit doordat ozon geel en oranje licht absorbeert. De ozonlaag is dun, maar tijdens de schemering reist het zonlicht door een relatief dikkere laag ozon door de kleine invalshoek.

## Verstrooiing

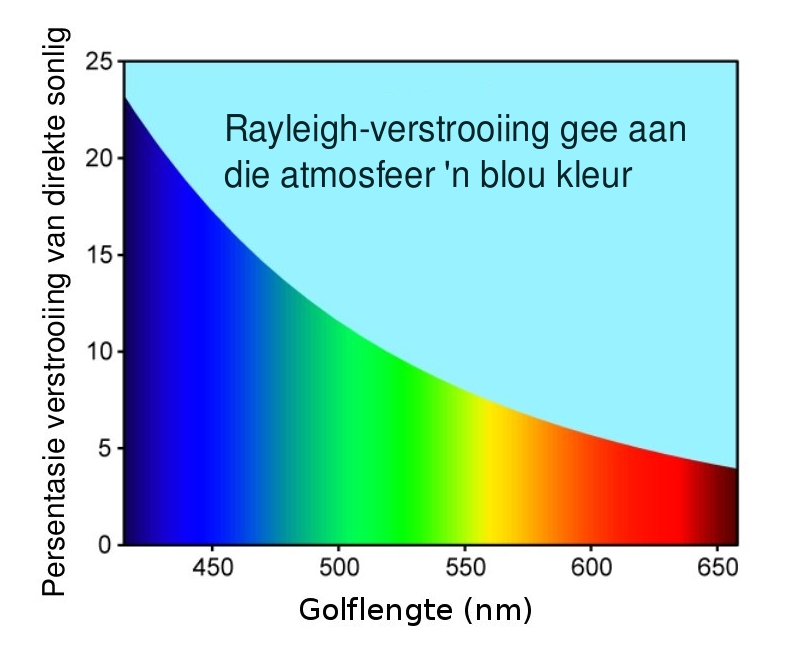
De hoeveelheid verstrooide straling, afhankelijk van de kleur bij verticaal invallend zonlicht

Het witte zonlicht is samengesteld uit verschillende kleuren met uiteenlopende golflengten. In volgorde van afnemende golflengte zijn dat: rood, oranje, geel, groen, blauw, indigo en violet. Licht van de zon bereikt waarnemers gedeeltelijk direct, maar het kan verstrooid worden door allerlei oorzaken. Het verstrooide licht lijkt afkomstig van andere gedeeltes van de hemel. Wolken zijn over het algemeen wit of grijs omdat het licht vele malen verstrooid wordt in de dichte verzameling deeltjes, voordat het de waarnemer bereikt. Ook bestaat een wolk uit grotere deeltjes, zodat ook rood licht nog gemakkelijk verstrooid wordt.
Het directe licht van de zon raakt door deze verstrooiing van het blauwe gedeelte geel gekleurd, maar dat effect is veel geringer omdat we de blauwe lucht tegen een donkere achtergrond waarnemen, zodat de blauwe straling daar relatief veel belangrijker is dan het geringe verlies aan blauw in het directe zonlicht.

## Moleculen
Licht dat wordt verstrooid door moleculen (die veel kleiner zijn dan de golflengte van zichtbaar licht) heeft meestal een zeer kleine golflengte (Ultraviolet en blauw) omdat Rayleigh verstrooiing omgekeerd evenredig is met de vierde macht van de golflengte. Per molecuul levert dit een zeer geringe kans op verstrooiing op, maar door de dikte van de atmosfeer is het effect toch aanzienlijk. De verstrooiingshoek is bij dit type verstrooiing willekeurig, wat de betrekkelijk egale kleur van de hemel verklaart. Het hemelsblauw dat we waarnemen is een mengsel van violet, blauw, een klein beetje groen en zeer weinig geel en rood. Als alleen dit type verstrooiing van belang is, zoals in de bergen bij schone droge lucht dan zien we een diepblauwe hemel, maar zelfs daar speelt verstrooiing door stofjes nog een rol. Een andere minder belangrijke oorzaak van verstrooiing zijn plaatselijke toevallige dichtheidsverschillen bij turbulente lucht.

## Stof en vocht
Grotere deeltjes verstrooien alle kleuren in het witte zonlicht met een geringe verstrooiingshoek in gelijke mate en leveren dus ook wit licht op. Als er dus veel stof of vocht (waterdruppeltjes) in de atmosfeer zit, dan wordt de blauwe kleur fletser of zelfs witachtig. In een industriegebied zien we daarom zelden een diepblauwe lucht. Tijdens opklaringen na een regenbui, die de lucht heeft schoon gewassen, en in schone lucht aangevoerd uit de poolstreken is de lucht donkerblauw.
Hoe droger en schoner de lucht, hoe blauwer en donkerder de kleur van de hemel. Vandaar dat we ook hoog in de bergen vaak een donkerblauwe hemel zien. Kleine waterdruppeltjes, ijsdeeltjes, stofdeeltjes of druppeltjes zwavelzuur afkomstig van vulkaanuitbarstingen veroorzaken een ander type verstrooiing, die blekere kleuren oplevert, en afhankelijk van de belichting zelfs een rode hemel.

## Hemelblauw

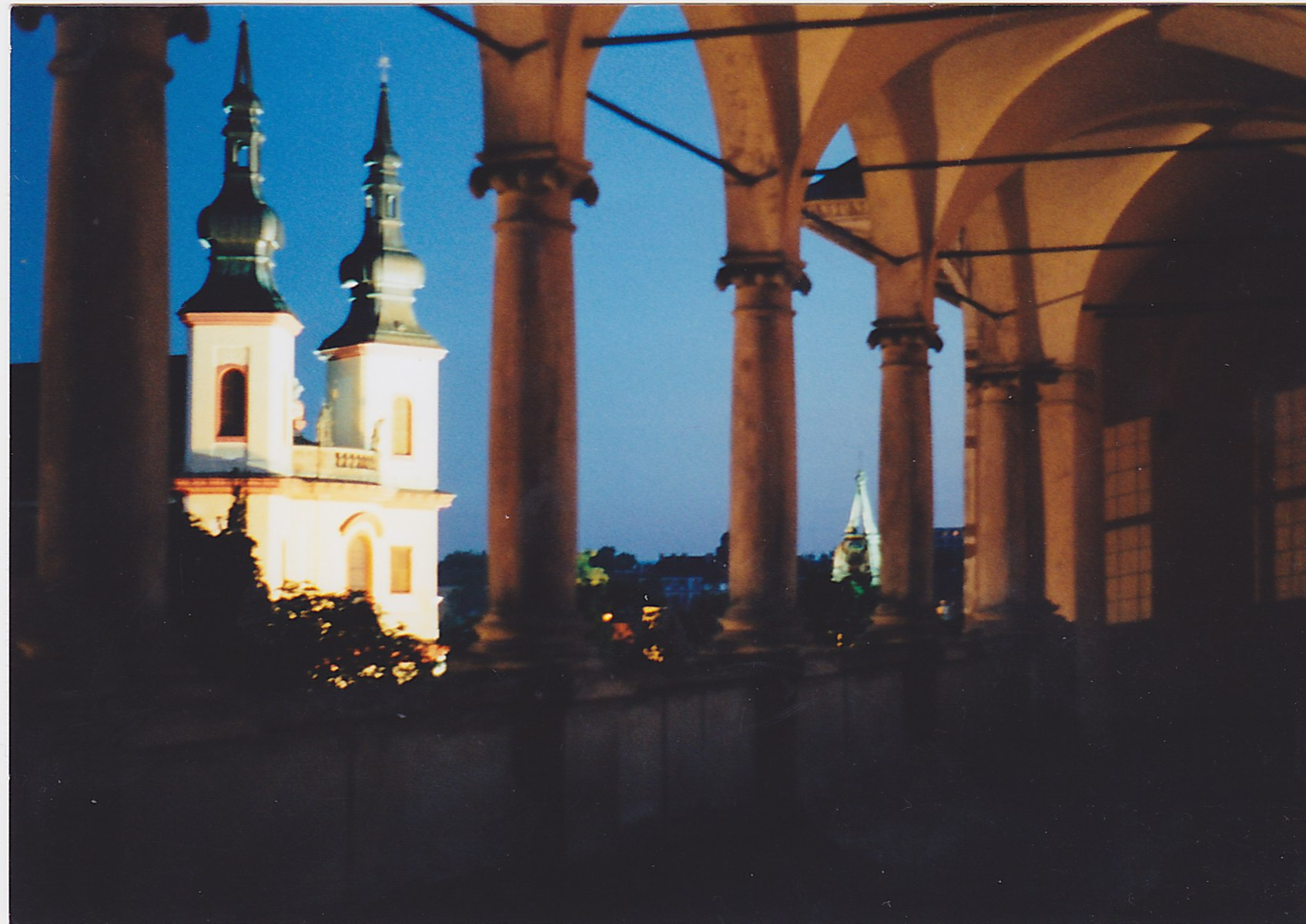
middernacht juni 2000, kasteel Litomysl (CZ) zicht op de slotkerk

Het hemelblauw is alleen zichtbaar tegen een donkere achtergrond. Hoog aan de hemel recht boven ons hoofd is dat de zwarte sterrenhemel, maar om de stralen nabij de horizon te zien moeten we over een grotere afstand door een dikke luchtlaag bij het aardoppervlak heenkijken. Laag in de atmosfeer zitten meer grotere deeltjes en waterdruppeltjes, zodat daar de verstrooiing door moleculen minder belangrijk wordt. Daarom is de blauwe kleur bij de horizon vaak bleker of bijna wit. Als bij heldere lucht er in de verte echter bergen of bomen te zien zijn fungeren die als donkere achtergrond, dan ligt daar een blauwig waas overheen veroorzaakt door zonlicht dat wordt verstrooid in de luchtlaag tussen achtergrond en waarnemer. Dit verschijnsel wordt door kunstschilders weergegeven als het atmosferisch perspectief.

## Nachtelijke blauwe hemel
De nachtelijke hemel bij volle maan is ook blauw, maar onze ogen zijn niet in staat kleuren waar te nemen bij de lage lichtintensiteit van de nachthemel, maar we kunnen wel goed de geelkleuring van de Maan waarnemen bij lage maanstand.

## De cyanometer
Om de blauwheid van de blauwe lucht te meten ontwierp Horace-Bénédict de Saussure in 1789 de cyanometer, bestaande uit een cirkelvormige schijf waarop aan de buitenrand een reeks van 53 rechthoekige vlakjes of secties waren aangebracht. Elke rechthoekige sectie toonde een blauwtint met toevoeging van wit of zwart. De reeks begon met wit en eindigde met zwart. Halfweg waren de typisch hemelsblauwe tinten te zien. De Saussure ontwierp de cyanometer om de blauwheid van de lucht boven Genève, Chamonix, en de Mont Blanc te meten. Ook Alexander von Humboldt maakte gebruik van de cyanometer om de blauwheid van de hemel in Zuid-Amerika te meten.

## Polarisatie van de blauwe hemel
De sterkste polarisatie van de blauwe hemel is te vinden op een hoek van 90° vanaf de zon. Deze polarisatie is waarneembaar met behulp van een in de hand gehouden polarisatiefilter. Het effect van de polarisatie van de blauwe hemel is het best te zien als zich op deze hoek een aantal kleine wolkenpartijen bevinden. Wolken vertonen niet dezelfde polarisatiegraad als de blauwe hemel en kunnen er, tegen de hemelachtergrond, ofwel donkerder ofwel helderder uitzien, al naargelang de stand van het polarisatiefilter. Cumuluswolken lenen zich het best voor dit optisch experiment. Als tijdens de lente de Eerste kwartiers maan kort voor zonsondergang hoog in de blauwe hemel te zien is, kunnen bezitters van telescopen de maan waarnemen met een draaibaar lineair polarisatiefilter op het oculair. Op deze manier kan de blauwe hemel rond het waargenomen maanbeeld aanzienlijk verdonkerd worden. Dit experiment is ook uitvoerbaar gedurende Laatste kwartiers maan, hoog in de ochtendhemel tijdens de herfst.

## Bundel van Haidinger
De polarisatie van de blauwe hemel kan ook zonder polarisatiefilter worden waargenomen. Op een hoek van 90° vanaf de zon is in de onmiddellijke omgeving van de blikrichting de Bundel van Haidinger te zien. Dit tweekleurig vlindervormig of zandlopervormig entoptisch verschijnsel verraadt de eigenschap van het menselijk oog om polarisatie te detecteren.

## Abnormale polarisatie
Boven de zon en boven haar tegenpunt zijn er gebieden van abnormale polarisatie. Zou het gelukken die met uw polaroid waar te nemen? En wat is er te bereiken door de blauwe hemel te laten weerspiegelen in een tuinbol, en die met ons polaroidplaatje te bekijken?
- M. G. J. Minnaert: De natuurkunde van 't vrije veld, Deel 1: Licht en kleur in het landschap, § 205: Polarisatie van het licht van de blauwe hemel.

## Fotografie van wolkenpartijen in de blauwe hemel
Fotografen die zich toespitsen op de verschillende wolkentypes en hun verscheidenheid aan vormen, alsook de manier hoe wolken zich vertonen tegen de achtergrond van de blauwe hemel, maken zwart-wit foto's genomen doorheen een roodfilter. Rood is de contrasterende kleur van hemelsblauw en daardoor ziet het blauw van de hemel op deze foto's er opvallend donkergrijs tot zelfs zwart uit. Dankzij deze verdonkering komen witte en lichtgrijze wolken beter tot hun recht. Om het effect van de verdonkerde blauwe hemel nog beter zichtbaar te maken kan eventueel nog een lineair polarisatiefilter op het fototoestel worden toegevoegd. Dit is enkel toepasbaar als foto's van het gebied op een hoek van 90° vanaf de zon genomen worden, omdat in dit gebied de polarisatie van de blauwe hemel het sterkst is.

## Kleurcontrastverschijnsel
De meest opmerkelijke blauwheid van de blauwe hemel is te zien tijdens het gouden uur als er zich oranjekleurige wolken vertonen. De opvallende tint van deze wolken is teweeggebracht door het oranjekleurige licht van de opkomende of ondergaande zon. Blauw en oranje (of roodoranje) zijn elkaars tegengestelden op de kleurencirkel. Dit kleurcontrastverschijnsel (oranje wolken in de blauwe hemel) is van relatief korte duur omdat de fase waarin het zonlicht doorheen een relatief groot gedeelte van de atmosfeer dringt, tijdens zonsopgang of zonsondergang, voor een stilstaande waarnemer op een bepaalde plaats op Aarde een kwestie van slechts een aantal minuten is. Gedurende deze fase moet het licht doorheen een aanzienlijke hoeveelheid hoog- en laagzwevend stof dringen, welke de zonneschijf een typische oranje of oranjerode kleur geeft. Datzelfde verschijnsel is ook te zien bij koolstofsterren, waarbij het licht van dit soort ster doorheen een omhullende stof- of roetwolk dringt en de ster daardoor diep koperrood kleurt.

## Niet elk deel van de blauwe hemel is even blauw
Een vlakke spiegel is een ideaal instrument om de blauwe hemel waar te nemen, in het bijzonder de verschillende parten ervan. M. G. J. Minnaert beschrijft in het eerste deel van De natuurkunde van 't vrije veld de spiegelmethode om verschillende delen van de blauwe hemel met elkaar te vergelijken. Men bekijkt een bepaald deel van de hemel en neemt tezelfdertijd het tegenoverliggend deel van de hemel waar in een in de hand gehouden spiegel. Daarbij zal opgemerkt worden dat de helderheid en kleur van de zich tegenover elkaar bevindende delen van de hemel danig kunnen contrasteren, in zoverre dat men zich afvraagt of men met een optische illusie te doen heeft ofwel de werkelijkheid aan het bekijken is.

## Het detecteren van moeilijk zichtbare onregelmatigheden in de blauwe hemel
Het detecteren van uiterst flauwe kleur- en helderheidsnuances in de wolkenloze blauwe hemel is voor velen een vrij moeilijke taak omdat we geneigd zijn de blauwe hemel te zien als een gelijkmatig struktuurloos vlak. Enige oefening leert ons echter dat we het ontstaan van wolken, in het bijzonder Cumulus, kunnen zien, ook al zijn de wolken zelf, of fragmentjes ervan, onzichtbaar. Het volstaat om de blik te laten glijden over een groot gedeelte van de hemel om zeer zwakke helderheidsverschillen zichtbaar te maken. Deze helderheidsverschillen verraden de aanwezigheid van opstijgende warme luchtbellen in het lager gedeelte van de atmosfeer. Piloten van zweefvliegtuigen maken gebruik van deze opstijgende warme luchtbellen om hun toestellen langer in de lucht te kunnen houden.

## Wolkenstralen
Het glijden van de blik over een bepaald gedeelte van de blauwe hemel kan ook de aanwezigheid van uiterst moeilijk zichtbare wolkenstralen verraden, in het bijzonder de tegenschemeringsstralen die zich in de vorm van een waaier boven de aardschaduw vertonen, in het gedeelte van de hemel dat zich aan de tegenovergestelde kant van de ondergaande of opkomende zon bevindt.

## Bull's-eye squalls/White squalls
Portugese vissers vrezen dit verschijnsel omdat het de vorming verraadt van een waterhoos in een wolkenloze blauwe hemel. Het verschijnsel laat zich zien als een heldere witte vlek in of nabij het zenit. Deze witte vlek (de Bull's-eye squall of White squall) daalt af en vervormt zich tot waterhoos. Bull's-eye squalls of White squalls treden regelmatig op nabij de westkust van Afrika.

## Sneeuwkristalletjes in de blauwe lucht
Bij zeer strenge koude en rustige lucht vallen kleine sneeuwkristalletjes uit de blauwe hemel, niet in vlokken maar als afzonderlijke naaldjes, plaatjes of bolletjes, die in de zon schitteren.
- M. G. J. Minnaert: De natuurkunde van 't vrije veld, Deel 2: Geluid, warmte, elektriciteit. § 160: Regen of sneeuw bij volkomen heldere lucht.